# Panserpolder
De Panserpolder is een polder en voormalig waterschap in de provincie Groningen.
De polder lag ten noorden van Zoutkamp en was geheel omsloten door dijken. Aan de westkant lag de zeedijk die de polder afsloot van de Lauwerszee. Aan de oostkant lag de oude zeedijk. De polder waterde op natuurlijke wijze af. Er was een kleine spuisluis aan de zuidkant van de polder, die via de Mude uitkwam op de Zoutkamperril. De polder is ondergelopen bij de stormvloed van 1877.
Waterstaatkundig gezien ligt het gebied sinds 1995 binnen dat van het waterschap Noorderzijlvest.

## Naam
De polder is genoemd naar de borg Panser.